# Holy Island (Anglesey)
Holy Island (Welsh: Ynys Gybi, Nederlands: Heilig Eiland) is een eiland van 39,4 km² aan de westelijke zijde van het grotere eiland Anglesey in Noord-Wales, waar het van wordt gescheiden door een smal, kronkelend kanaal. Het dankt zijn naam aan de hoge concentratie van staande stenen, grafkamers en andere religieuze sites op het eiland. De alternatieve en historische naam van het eiland is Holyhead Island. Volgens de volkstelling van 2001 bedraagt het aantal inwoners 13.579.

## Plaatsen
- Four Mile Bridge    -   ca. 200-300 inwoners
- Holyhead            -   11.237 inwoners
- Llanfair-yn-Neubwll -   ca. 500-600 inwoners
- Llaingoch           -   ca. 100-200 inwoners
- Penrhos             -   ca. 200-300 inwoners
- Rhoscolyn           -   ca. 500-600 inwoners
- Trearddur Bay       -   ca. 200-300 inwoners

## Vervoer
Holy Island is op twee plaatsen verbonden met Anglesey. De eerste is het Stanley Embankment, waarover de A5, A55/E22, de North Wales Coast Line (de belangrijkste spoorlijn naar Chester en Londen) en een fietspad lopen. De tweede is de Four Mile Bridge en is veel kleiner. De belangrijkste plaats is de havenstad Holyhead, vanwaar passagiersveerboten vertrekken naar Dún Laoghaire en Dublin. Ook is er vrachtvervoer naar Dublin.